# Lispe tentaculata
Lispe tentaculata är en tvåvingeart som först beskrevs av De Geer 1776.  Lispe tentaculata ingår i släktet Lispe och familjen husflugor. Arten är reproducerande i Sverige. Inga underarter finns listade i Catalogue of Life.

## Bildgalleri

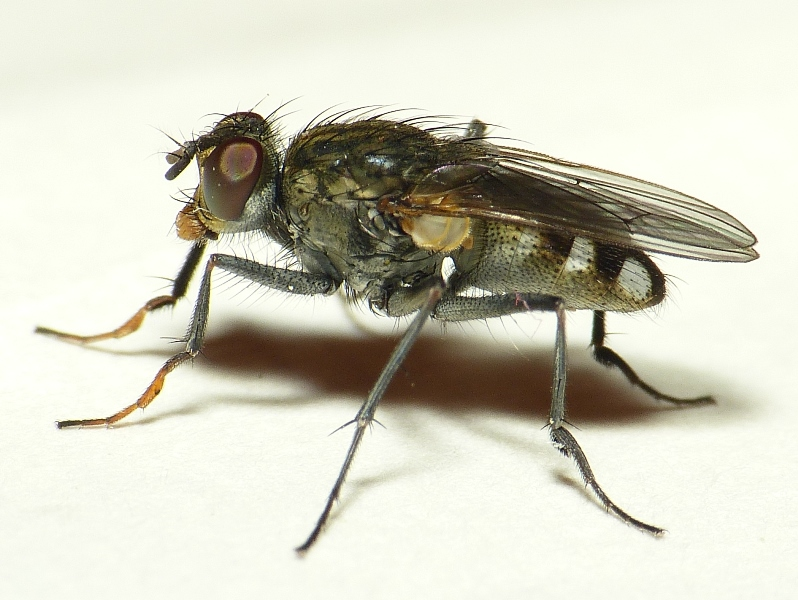